# Jan Maciaszek

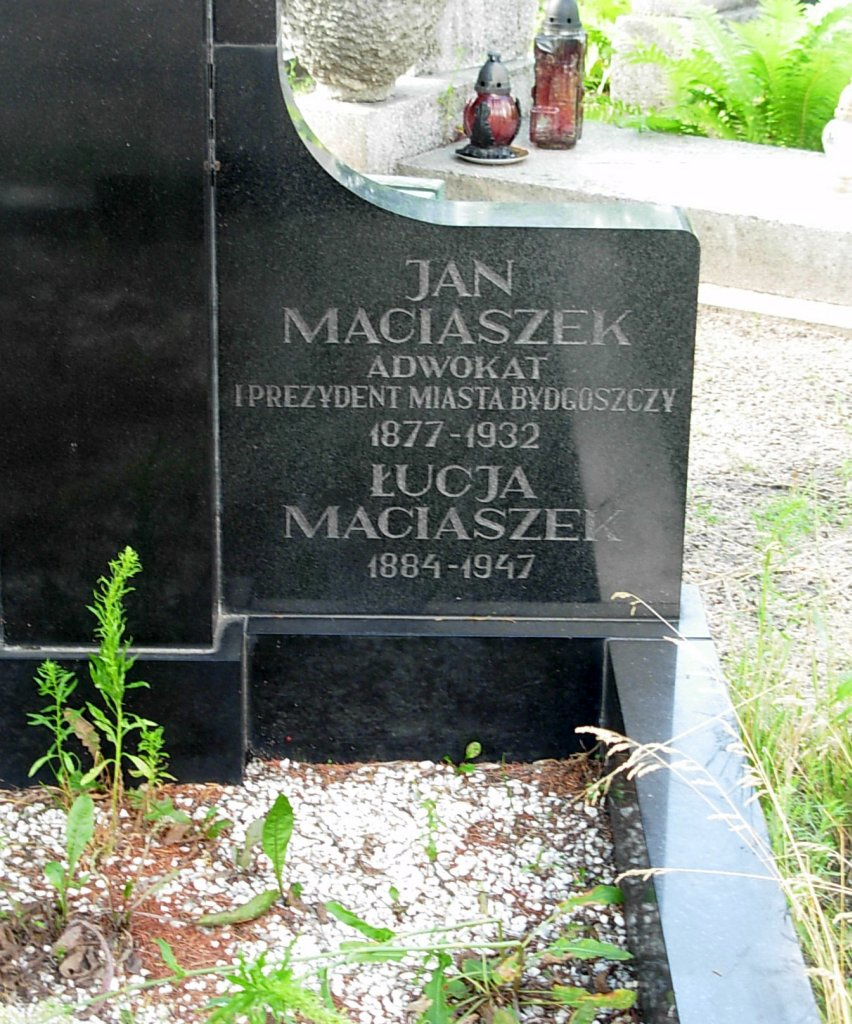
Nagrobek Jana Maciaszka na cmentarzu Nowofarnym w Bydgoszczy

Jan Maciaszek (ur. 3 maja 1876 w Ostrowie Wielkopolskim, zm. 10 stycznia 1932 w Bydgoszczy) – prawnik, powstaniec wielkopolski, komisaryczny prezydent Bydgoszczy, kapitan Korpusu Sądowego Wojska Polskiego.

## Życiorys
Jan Maciaszek urodził się 3 maja 1876 roku w Ostrowie Wielkopolskim, w rodzinie Pawła, mistrza krawieckiego, i Marii z Śmiłowskich. Po ukończeniu szkoły ludowej uczył się w gimnazjum w Ostrowie, gdzie w 1896 r. zdał egzamin dojrzałości.
Studiował prawo na Uniwersytecie w Berlinie oraz działał w organizacji „Zet”. Po ukończeniu studiów zdał egzamin referendarski (1899) oraz asesorski (1904). W 1901 roku odbył obowiązkową, jednoroczną służbę wojskową w armii niemieckiej, w regimencie artylerii konnej w Poznaniu, uzyskując stopień podporucznika. Pracę zawodową rozpoczął jako adwokat w Rawiczu, a następnie w Lesznie.
Po wybuchu I wojny światowej, został powołany do armii niemieckiej i skierowany do okupowanej Łodzi, gdzie pełnił obowiązki zastępcy niemieckiego prezydenta policji. Przez pół roku był pierwszym prokuratorem wojskowym w Łodzi. Jeszcze przed wybuchem rewolucji listopadowej w Niemczech w 1918 roku został wysiany do Doniecka, gdzie kierował transportem mając pod swoją pieczą linię kolejową Charków-Taganrog.
Do Poznania, gdzie zamieszkał w 1917 roku, powrócił jeszcze przed wybuchem powstania wielkopolskiego. W listopadzie 1918 roku czynnie uczestniczył w ruchu polskim dążącym do przejęcia władzy w byłym zaborze pruskim. 6 grudnia 1918 roku został szefem Wydziału Bezpieczeństwa Publicznego Komisariatu Naczelnej Rady Ludowej w Poznaniu. Należał do głównych organizatorów Straży Ludowej w Wielkopolsce, formacji o charakterze porządkowo-policyjnym. Aktywnie uczestniczył w organizowaniu odsieczy dla oblężonego przez Ukraińców Lwowa.
28 grudnia 1918 roku stanął na czele polsko-niemieckiej Komendy Miasta Poznania i przez kilka dni faktycznie kierował wojskiem wielkopolskim. Po likwidacji tej Komendy w początkach 1919 roku został przewodniczącym Komisji Likwidacyjnej wszystkich nieliniowych instytucji, zakładów i składów, pozostałych po wojskach niemieckich.
W połowie stycznia 1919 roku nowo mianowany głównodowodzący Polskich Sił Zbrojnych byłego zaboru pruskiego gen. Józef Dowbor-Muśnicki postawił go na czele utworzonego szefostwa Aprowizacji, instytucji kierowniczej do spraw gospodarki wojskowej i uruchomienia przemysłu wojennego.
W październiku 1919 roku został pełnomocnikiem polskim przy niemieckim jeszcze magistracie bydgoskim. 15 października tego roku przybył do Bydgoszczy, by na miejscu przekonać się o stanie przygotowań do przejęcia miasta przez władze polskie.
14 stycznia 1920 roku Ministerstwo byłej Dzielnicy Pruskiej, na propozycję bydgoskiej Rady Ludowej, powołało go na stanowisko komisarza generalnego na miasto Bydgoszcz, odpowiedzialnego za przejęcie miasta od Niemców. Pełniąc tę funkcję, przejął 19 stycznia z rąk ostatniego niemieckiego burmistrza Hugo Wolffa, zwierzchnią władzę w Bydgoszczy. 20 stycznia 1920 roku rozpoczął faktyczne urzędowanie w mieście.
11 marca 1920 roku bydgoska Rada Miejska, wciąż jeszcze niemiecka, dokonała jednogłośnego wyboru Maciaszka na stanowisko prezydenta Bydgoszczy, jednak nie zatwierdził tego wyboru wojewoda poznański, wobec czego pozostał on prezydentem komisarycznym.
W czasie krótkiego pełnienia funkcji prezydenta przyczynił się znacznie do repolonizacji miasta i jego instytucji. Dzięki jego staraniom już w kwietniu 1920 roku włączono w granice Bydgoszczy 18 podmiejskich gmin, zamieszkanych w większości przez Polaków. Wiele uwagi poświęcił sprawom finansowym i gospodarce komunalnej. Rozpoczął budowę sieci wodociągowej i kanalizacyjnej na przedmieściach. Uratował dla Bydgoszczy Izbę Rzemieślniczą i Izbę Przemysłowo-Handlową, które zamierzano przenieść do innych miast. Dbał o budowę i rozwój szkolnictwa polskiego. Osobiście angażował się w sprawę obsady kierownictwa Teatru Miejskiego, powołując na dyrektora tej instytucji znaną aktorkę Wandę Siemaszkową oraz Biblioteki Miejskiej, powierzając jej dyrekturę dotychczasowemu pracownikowi lwowskiego Ossolineum doktorowi Witoldowi Bełzie.
Trudne warunki gospodarcze (recesja, bezrobocie, inflacja) i kłopoty z odniemczeniem administracji miejskiej sprawiły, że niesprawiedliwie obwiniano go za istniejący stan rzeczy. Oburzenie polskich mieszkańców Bydgoszczy budziły rugi Polaków z Rzeszy w 1921 roku. Doprowadziło to w dniach 16–20 czerwca 1921 roku do groźnych manifestacji ulicznych. Manifestanci zebrani na Starym Rynku wysłali delegację do magistratu z żądaniem natychmiastowego usunięcia urzędników narodowości niemieckiej, a w razie odmowy żądano usunięcia prezydenta Maciaszka. Przeciągające się rozmowy sprawiły, że tłum wdarł się do budynku i splądrował biura. Prezydenta wyprowadzono na ulicę, pobito i okradziono. Interweniowało wojsko, wezwane przez władze miejskie, które użyło broni; jedna osoba została zabita, a 9 osób odniosło rany.
W rezultacie tych zajść, z dniem 20 czerwca 1921 roku złożył rezygnację ze swego stanowiska, które zostało potwierdzone 4 lipca przez Ministerstwo byłej Dzielnicy Pruskiej. Ostatecznie magistrat Bydgoszczy wypłacił mu odszkodowanie w wysokości 700 tys. marek za „poniesiony uszczerbek na zdrowiu” oraz rzeczy zniszczone w czasie rozruchów.
Od czerwca 1921 roku nie uczestniczył już czynnie w życiu publicznym Bydgoszczy, poświęcając się adwokaturze i notariatowi. Prowadził do śmierci jedną z największych kancelarii w Bydgoszczy przy ul. Gdańskiej 6, zatrudniając przeszło 20 pracowników.
W 1922 roku został zweryfikowany w stopniu kapitana ze starszeństwem z 1 czerwca 1919 roku w korpusie oficerów rezerwy sądowych.
Zmarł 10 stycznia 1932 roku w Bydgoszczy po długiej i ciężkiej chorobie. Pochowany został na bydgoskim cmentarzu Nowofarnym. 11 stycznia 1932 roku Dziennik Bydgoski tak ocenił postać zmarłego właśnie prezydenta: „Nie zawsze za czasów jego urzędowania godziliśmy się na wszystkie posunięcia ś.p. prezydenta Maciaszka, bo surowego mieliśmy w nim cenzora prawnego, to jednak przyznać musimy, iż był to mąż prawy, nieugięty, charakter nieskazitelny”
Jan Maciaszek był żonaty z pochodzącą z Nakła n. Notecią Łucją z Gremczyńskich (1884–1947). Miał córkę Zofię, która wyszła za mąż za adwokata Bernarda Ciesielskiego w Bydgoszczy.

## Ordery i odznaczenia
- Złoty Krzyż Zasługi (22 grudnia 1928)[4]

## Upamiętnienie
Na cześć Jana Maciaszka nazwano ulicę na bydgoskim Miedzyniu.